# Comuna Danîlo-Ivanivka, Melitopol
Danîlo-Ivanivka (în ucraineană Данило-Іванівка) este o comună în raionul Melitopol, regiunea Zaporijjea, Ucraina, formată din satele Danîlo-Ivanivka (reședința) și Tașcenak.

## Demografie
Componența lingvistică a comunei Danîlo-Ivanivka
     Rusă (59,67%)
     Ucraineană (39,27%)
     Alte limbi (0,3%)
Conform recensământului din 2001, majoritatea populației comunei Danîlo-Ivanivka era vorbitoare de rusă (59,67%), existând în minoritate și vorbitori de ucraineană (39,27%).